# Iža
Iža (węg. Izsa) – wieś i gmina (obec) w powiecie Komárno w kraju nitrzańskim na Słowacji, sama wieś pierwszy raz wzmiankowana w 1172 roku. Na terenie gminy znajdują się ruiny twierdzy rzymskiej, Celemantii.
W 2011 roku populacja wynosiła 1643 osoby, około 65% mieszkańców stanowili Węgrzy, 28% Słowacy, 1% Czesi.

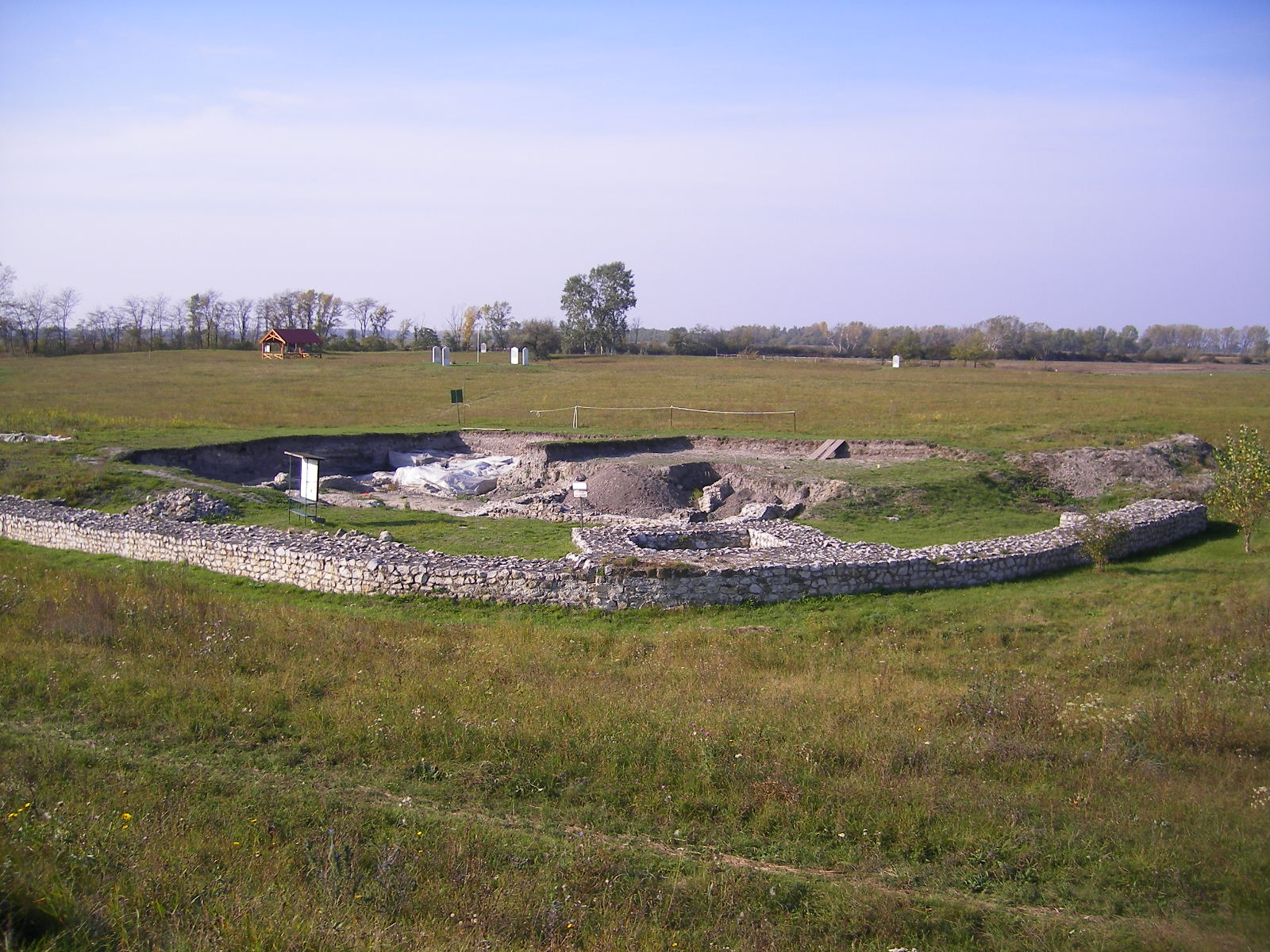
Ruiny jednej z budowli rzymskiego fortu